# Radio Jura
Radio Jura – lokalna stacja radiowa z Częstochowy. Właścicielem jest spółka Radio 90 FM z Rybnika.
Spółka Radio 90 FM od 1994 roku prowadziło rozgłośnię w Wodzisławiu Śląskim. W 2005 roku radio przeniosło się do  Rybnika, gdzie prowadzi radio o tej samej nazwie. Koncesję na nadawanie w Częstochowie otrzymała w lipcu 2010 (formalnie 9 września 2010). Na początku listopada tego samego roku radio rozpoczęło emisję testową. Nadawanie regularnego programu rozpoczęto dopiero w dniu 10 stycznia 2011.
Sygnał o częstotliwości 93,8 MHz nadawany jest z komina Zakładu Elektroenergetycznego ELSEN przy ulicy Koksowej z ERP 1,00 kW (początkowo było to 0,65 kW).
Częstochowskie radio nadaje w formacie EHR (European Hit Radio). Grupę docelową stanowią ludzie w wieku 20-45 lat.
Redaktorem naczelnym Radia Jura jest Andrzej Mielimonka – prezes zarządu spółki Radio 90, prezes Multimedia Sp. z o.o. (właściciel sieci RMF MAXX). 